# لی هوا کیوم
لی یو-یانگ (کره‌ای: 이유영؛ زادهٔ ۲۳ ژانویهٔ ۱۹۹۵) قبلاً با تک‌نام یویانگ و با نام حرفه‌ای لی هوآ-کیوم (کره‌ای: 이화겸) بازیگر و خواننده اهل کره جنوبی است. او بیشتر به عنوان یکی از اعضای سابق گروه دخترانه هلو وینس شناخته می‌شود که پس از انحلال گروه و خروج او از فنتجیو، حرفه بازیگری را ادامه داد.

## فیلم‌شناسی

### مجموعه تلویزیونی
| سال  | عنوان                          | نقش         | یادداشت                   | م.    |
| ---- | ------------------------------ | ----------- | ------------------------- | ----- |
| ۲۰۱۲ | مراقب ما باش، کاپیتان          |             | کمیو با کوان نارا         | [ ۱ ] |
| ۲۰۱۴ | بانوی مجرد حیله‌گر              | پی سونگ هی  |                           |       |
| ۲۰۱۵ | تو کیستی: مدرسه ۲۰۱۵           | جو هنا      |                           |       |
| ۲۰۱۷ | چرخه                           | منشی شین    |                           |       |
| ۲۰۱۹ | وقتی شیطان نامت را فرا می‌خواند | جو را این   |                           |       |
| ۲۰۱۹ | ملکه: عشق و جنگ                | کیم سونگ یی | اعتبار با نام لی هوآ-کیوم | [ ۲ ] |
| ۲۰۲۱ | زن بی‌نظیر                      |             |                           | [ ۳ ] |
| ۲۰۲۲ | زیر چتر ملکه                   | اوک سوک وون |                           | [ ۴ ] |